# Swiss Satellite Radio

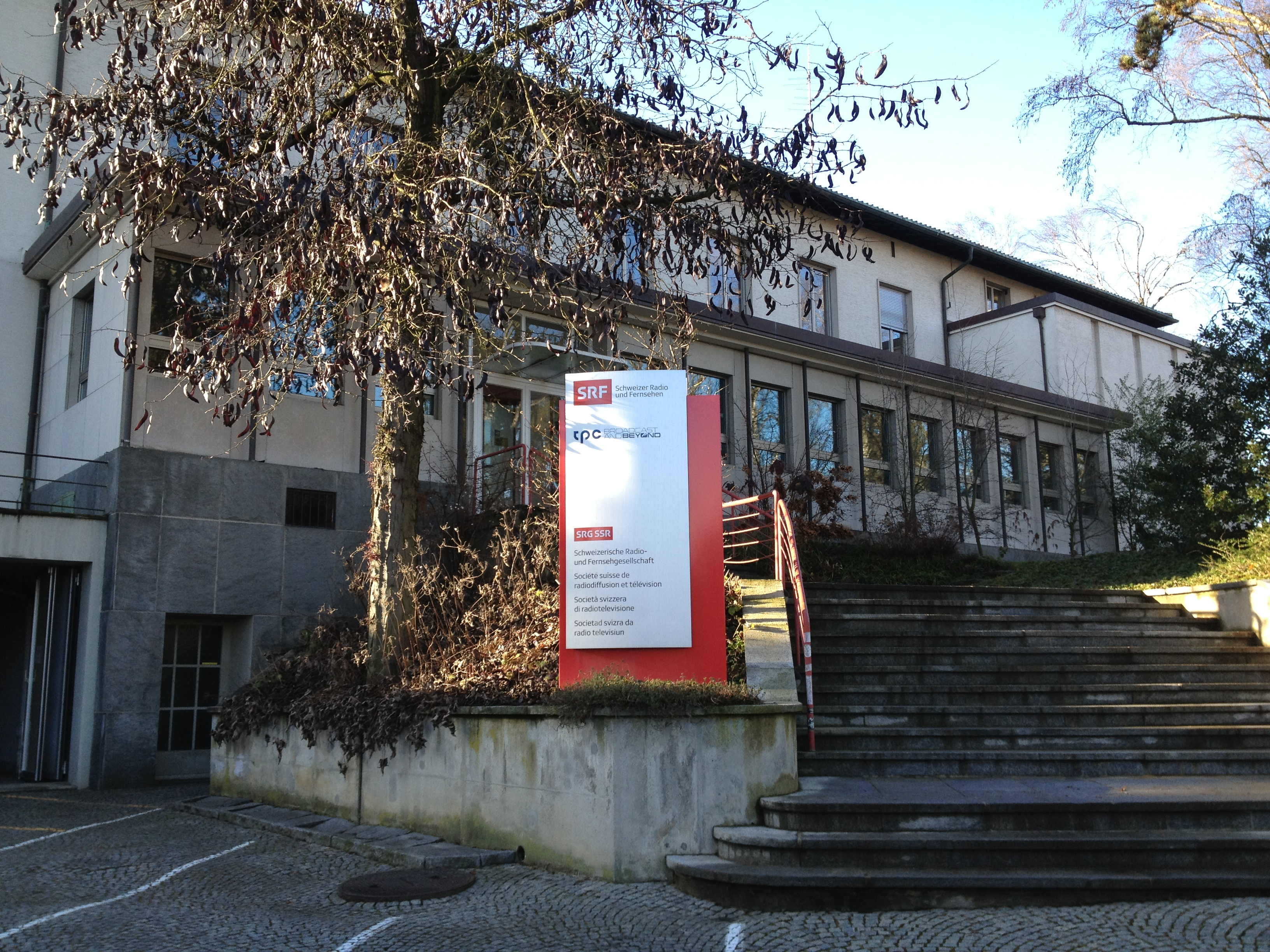
Oddział SRF w Bazylei, skąd nadawane są stacje

Swiss Satellite Radio – grupa trzech tematycznych stacji radiowych, należących do szwajcarskiego nadawcy publicznego SRG SSR. Projekt został uruchomiony w 1998 roku. Stacje pierwotnie dostępne były tylko w przekazie satelitarnym, stąd nazwa grupy. Później metody dystrybucji zostały rozszerzone o transmisję w sieciach kablowych i Internecie, a następnie również o naziemny przekaz cyfrowy na terenie całej Szwajcarii. 
Ramówka kanałów składa się wyłącznie z muzyki. Stacje jazzowa i popowa obywają się całkowicie bez spikerów. Występują oni natomiast na antenie stacji emitującej muzykę poważną, która dostępna jest w trzech wersjach, różniących się tylko językiem, lecz grających tę samą muzykę. Są to wersje niemiecka, francuska i włoska. Za produkcję kanałów odpowiada Schweizer Radio und Fernsehen (SRF), niemieckojęzyczna część SRG SSR. Siedzibą wszystkich kanałów jest ośrodek SRF w Bazylei.

## Lista stacji
- Radio Swiss Jazz
- Radio Swiss Pop
- Radio Swiss Classic